# Jindřich VI. (1. část)

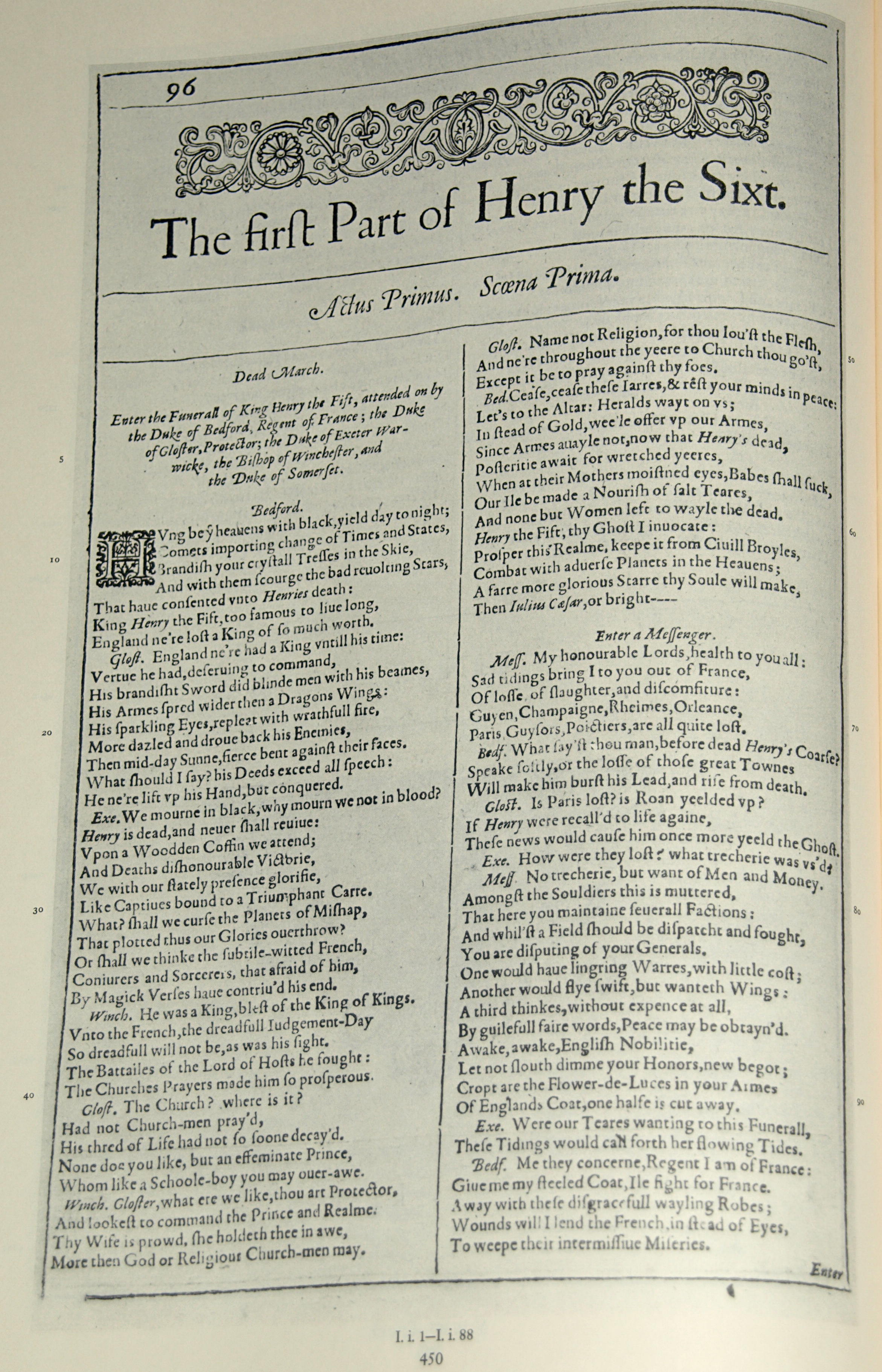
Faksimile první strany z vydání z roku 1623.

Jindřich VI. (1. část) je historická hra Williama Shakespeara napsaná zřejmě v roce 1591. Spoluautorem mohl být Thomas Nashe. Hra se odehrává v době anglického krále Jindřicha VI.
Zatímco druhá část Jindřicha VI. se zabývá královou neschopností potlačit hašteření šlechty a nevyhnutelnosti ozbrojeného konfliktu a třetí část popisuje hrůzy onoho konfliktu, první část se zabývá ztrátou anglických území ve Francii a politickými machinacemi vedoucími k válce růží, jelikož anglický politický systém se rozpadá kvůli osobním konfliktům a žárlivosti. V této hře vystupují četné historické postavy, které jsou zobrazeny tendenčně, zvláště to platí o Janě z Arku, která je vylíčena vyloženě v temných barvách jako čarodějnice a intrikánka, která využívala spolupráci s temnými silami a přinutila burgundského vévodu v kritické situaci zradit Anglii.
Ačkoliv Shakespeare nemusel nutně napsal trilogii Jindřich VI. v chronologickém pořadí, divadelní společnosti často spojují tyto tři hry s Richardem III. Vzniká tak tetralogie pokrývající celé období období války růží od smrti Jindřicha V. v roce 1422 po vzestup Jindřicha VII. v roce 1485.

## Postavy
- Jindřich VI. Anglický
- vévoda z Bedfordu (Jan z Lancasteru)
- Humphrey z Gloucesteru
- vévoda z Exeteru
- Jindřich Beaufort, biskup z Winchesteru
- vévoda ze Somersetu
- John Talbot
- Richard Plantagenet
- Karel, francouzský princ
- Reignier, vévoda z Anjou
- Jeanne la Pucelle (Jana z Arku)

## Děj

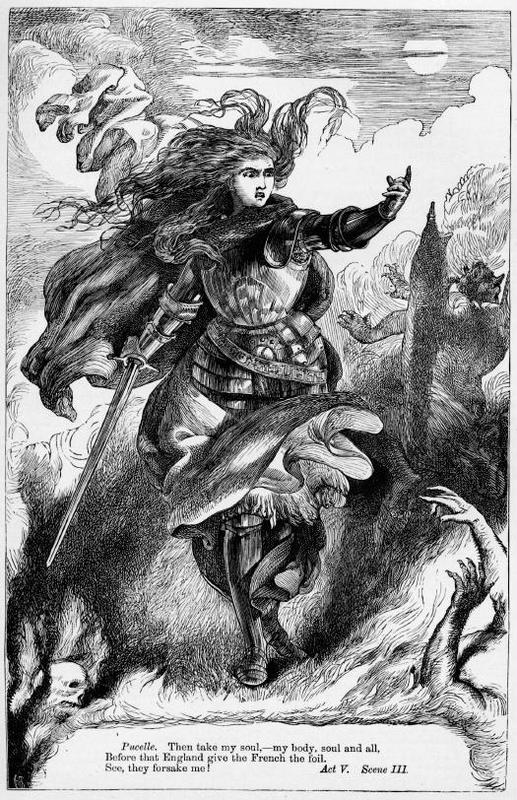
Jana z Arku, ilustrace H.C. Selouse. Dějství páté, scéna třetí.

Hra začíná pohřbem Jindřicha V. Jeho bratři, vévodové z Bedfordu a Gloucesteru, a strýc, vévoda z Exeteru, vyjadřují pochyby, že Jindřichův malý stejnojmenný syn dokáže vládnout zemi v těchto neklidných časech. Přicházejí zprávy o úspěšném tažení francouzského prince Karla. Mezitím se v Angličany obleženém Orleáns setkává Karel s mladou ženou (Janou z Arku), která tvrdí, že ví, jak nepřítele porazit.
V Anglii spor Richarda Plantageneta a vévody ze Somersetu zasahuje celý dvůr. Richard je rozhodnutý pro svůj rod znovu získat území a pocty. Ve Francii francouzská strana získá a znovu ztratí Rouen. Jana z Arku se vydá přesvědčit burgundského vévodu, který je na straně Anglie, aby se přidal na francouzskou stranu.
Jindřich VI. přijíždí do Paříže a dozvídá se o burgundské zradě. Žádá Richarda a Somerseta, aby zapomněli na svůj konflikt a aniž by si byl vědom dané implikace, zvolí rudou růži, a tak se symbolicky stává spojencem Somerseta a odcizí se s Richardem. Odjíždí zpět do Anglie. Hrabě Talbot přijíždí k Bordeaux, ale je obklopen francouzskou armádou. Žádá o posily, ale Richard ani Somerset je nepošlou, a tak je anglická armáda zničena a Talbot i jeho syn zabiti.
Po bitvě Janu z Arku opustí její vize, je uvězněna Richardem a upálena na hranici. Francie přistoupí na anglické mírové podmínky, ale nakonec je poruší a vystrnadí anglické jednotky ze země. Hrabě ze Suffolku zajal mladou francouzskou princeznu Markétu z Anjou, kterou chce provdat za Jindřicha a skrz ni ho pak ovládat. Gloucester Jindřichovi sňatek nedoporučuje, ale Jindřicha zaujme Suffolkův popis Markétiny krásy. Suffolk odjíždí zpět do Francie, aby se zpět vrátil s Markétou. Gloucester se obává toho, co přinese budoucnost.